# L'imitation du cinéma
L’imitation du cinema dateert uit 1959 en is de eerste en enige film van Marcel Mariën (1920-1993), een Belgisch kunstenaar die tot het surrealisme wordt gerekend. Mariën zal in de surrealistische milieus geïntroduceerd worden door René Magritte, die hij in 1936 leert kennen.
Naast Monsieur Fantômas (1937) van Ernst Moerman en eventueel enkele korte amateurfilmpjes van Mariën is L’imitation du cinéma een van de weinige Belgische surrealistische films. Hij wordt voor het eerst vertoond in 1960 in het Paleis voor Schone Kunsten te Brussel en veroorzaakt een schandaal wegens zijn blasfemische inhoud. Het is immers een parodie op de kruisiging van Jezus die het religieuze zonder schroom in een seksuele context plaatst.

## Synopsis
L’imitation du cinéma begint met een jongen die op een bankje in het park een pornografisch boekje is aan het lezen. Er komt een priester bij zitten die het zand uit zijn schoenen schudt en gebeden begint te prevelen. Hij krijgt het boekje van de jongeman in het oog en scheurt het in vier. In plaats daarvan steekt hij de jongen L’imitation du Jésus-Christ in handen.
Al lezend geraakt de jongen gefascineerd door het lijden van Christus. Een vogelverschrikker en een verkeersagent die beiden met de armen gespreid staan, brengen hem op het idee zichzelf te offeren door de kruisdood van Jezus te herbeleven. In de winkel vindt hij echter geen kruis van gepaste grootte. De kleine kruisjes, die ze er per kilo verkopen, geeft hij weg aan een blinde bedelaar. Vervolgens begeeft hij zich om raad naar het huis van de priester. Die neemt zijn maten op en verwijst hem door naar een schrijnwerker. Wanneer die laatste niet thuis blijkt te zijn, schuift hij het papiertje onder de deur.
Tijdens een wandeling door een illustere buurt vol cafés met namen als ‘Bar International Chez Martha’, ‘Café Amsterdam’ en ‘Brasserie Eros’, raakt hij gefascineerd door het kruis aan de nek van een vrouw van lichte zeden. Zij blijkt de winkeljuffrouw te zijn uit de winkel die kruisen verkoopt. Ze vraagt hem binnen en vertelt over de dood van haar zoontje die aan haar de belofte heeft doen ontloken elke duizendste klant gratis te plezieren. Toevalligerwijze is hij dat. De daad zelf loopt parallel aan het maken van het kruisbeeld door de schrijnwerker en wordt naast exotische muziek verbeeldt door een opeenvolging van allerlei losstaande beelden op suggestieve wijze verfilmd: twee eieren die sensueel door de hand worden gerold en aan weerszijden van een kaars  worden geplaatst, Freuds portret, talloze vazen als fallussymbolen, een sleutel die het sleutelgat mist maar door een hand in het slot wordt geleid, een gelijkzijdige driehoek die aan de schaamstreek van een vrouw doen denken, een kat enzovoorts. 

Na afloop hiervan haalt hij het kruis af bij de schrijnwerker en gaat er met zijn fiets mee op pad. Deze tocht is een evocatie van de lijdensweg maar dan getrivialiseerd. Zoals Jezus drie keer valt, zo wordt ook hij tot driemaal toe geconfronteerd met een hindernis: glasscherven die zijn band lek maken, een bananenschil en de botsing op een man met een ladder.
Ten slotte aangekomen bij de priester krijgt de jongeman frietjes voorgeschoteld in de vorm van een kruis, een ironische verwijzing naar de Eucharisite. Het ineen getimmerde kruis blijkt helaas te klein waarop de priester besluit zijn voeten vast te nagelen in de vloer: “A la guerre comme à la guere.” De priester klopt de nagels echter tussen de vingers, wat niet naar de zin is van de jongen. Nadat hij de priester heeft verjaagd, gaat hij zelf aan de slag. Doch, hij slaagt er, met zijn schoen als hamer, maar in één hand vast te nagelen. Vervolgens besluit hij het gasfornuis open te draaien en zittend op een stoel de dood te ontvangen, met de armen gespreid en op de tonen van Richard Wagners Betovering van Goede Vrijdag.

## Situering in het oeuvre van Marcel Mariën
L’imitation du cinéma wordt voorgesteld als een productie van Les lèvres nues, het tijdschrift dat Marcel Mariën in 1954 heeft opgericht met Jane Graverol en Paul Nougé. In nagenoeg elk nummer daarvan publiceert hij veel eigen teksten, foto’s en fotomontages. Zijn werk vertoont een grote interne cohesie. Thema’s als macht, religie en seksualiteit staan ook in deze film centraal. Bovendien zien we veel beelden terug die doen denken aan werk van hem.  
Het kruis bijvoorbeeld is alomtegenwoordig binnen zijn oeuvre en wordt veelal voorgesteld als fetisjobject. In de film wordt dit sacrale voorwerp meermaals gekoppeld aan de meest banale en menselijke geneugten als seks, voedsel en sigaretten. Zo vinden we bijvoorbeeld een kruisbeeld tussen de weelderige borsten van de vrouw van lichte zeden dat ze daarna neerlegt op de Kamasutra, kruisjes bungelend aan haar oren, in de vorm van sigaretten en van frietjes enzovoorts. Verder worden de kruisjes per kilo verkocht en weggegeven aan bedelaars die er niet tevreden mee zijn.
Ook vinden we beelden terug die duidelijk geïnspireerd zijn op werk van bevriende kunstenaars, zoals L'ambitieuse van Leo Dohmen.

## Situering binnen de avant-garde
In 1924 publiceert André Breton, een Frans schrijver en essayist, het Manifeste du surréalisme en wordt daarmee beschouwd als de grondlegger van het surrealisme. Datzelfde jaar brengt de Brusselse groep Correspondance een reeks pamfletten uit waarmee ze het surrealisme in België vestigen. Op de eerste internationale tentoonstelling van het surrealisme te Brussel, in 1934, zal André Breton zich vol lof uitspreken over de Brusselse groep die onderwijl was uitgebreid met mensen als Mesens en Magritte. Marcel Mariën zou er pas bij komen in 1937, nadat hij bevriend is geraakt met Magritte.
Deze in eerste instantie literaire beweging koestert een grote fascinatie voor de beeldende kunsten. Mariën is aanvankelijk vooral werkzaam op literair vlak, maar ook hij zal steeds meer naar het beeldende worden gezogen. Hij is bovendien de enige die het medium film aandurft. Ten tijde van L’imitation du cinéma zijn binnen de wereld van de avant-garde film vooral de situationisten en lettristen in zwang. Hoewel Mariën met zijn tijdschrift Les lèvres nues steeds aansluiting heeft gezocht bij de lettristen, lijkt hij met deze film een vreemde eend in de bijt. Hij is niet zozeer gefocust op de manipulatie van de beelden, dan wel op de verhaal zelf. Zo maakt hij bijvoorbeeld geen gebruik van reeds bestaande beelden en slechts in zéér beperkte mate van procedés waarbij een breuk tussen beeld en klank tot stand wordt gebracht. In tegenstelling daarvan schiet hij zijn eigen materiaal dat onbewerkt tot een film wordt gemonteerd. Eerder dan een eigen esthetica te creëren, zoals Isidore Isou, grondlegger van de lettristen, formuleert in Esthétique du cinéma (1952), gaat het Mariën om de iconische inslag van het verhaal.

## Surrealistische kenmerken
De film hanteert een vrij narratieve en traditionele plotontwikkeling, wat atypisch is voor het surrealisme. Desalniettemin kunnen we toch enkele kenmerkende aspecten ontwaren. Het begint reeds bij de opening van de film. Die bestaat erin dat een camera tweemaal van hoog in de lucht afdaalt, al zoekend naar de jongen op het bankje. Dit soort herhalingen van vrijwel identieke beelden zien we vaker terugkomen, zoals bijvoorbeeld in het rechttrekken van een bh-bandje of een repetitief shot van vrouwenbenen. Wanneer de jongen met een vrouw spreekt wordt er bijvoorbeeld ook vier keer, kort afwisselend, twee shots getoond: een van haar handen die een kinderwagen omklemmen en een van de wielen van de kinderwagen balancerend op een stoeprand. Zo creëert hij een bizarre spanning die in werkelijkheid onbestaand is.
Een vormelijk motief dat eveneens gebaseerd is op herhaling, is het hoofd van Jezus en welke kant dat ophangt. Het shot van diens beeltenis wordt vele keren gespiegeld en geïmiteerd door de jongeman.
Vervolgens is er nog de scène bij de vrouw van lichte zeden die enigszins doet denken aan een droomsequenties. Naast het absurde feit dat de vrouw van lichte zeden de verkoopster van religieuze kruisen blijkt te zijn, is het ook niet toevallig dat we net in deze scène een portret van Freud zien hangen. Diens psychoanalyse is gretig opgepikt door de surrealisten, zij zagen immers wel iets in het concept van associatie. Deze scène illustreert dat concept. Door een opeenvolging van losstaande beelden als een ronkende kat, rondtollende vazen, een sleutelgat et cetera, in een seksuele context te plaatsen, krijgen ze een dubbele betekenis.
Een ander bevreemdend beeld is de jongen die recht afstevent op een tunnel getekend op een muur. Heel absurd is verder dat de personages soms ineens andere kleren aan hebben. De vrouw van lichte zeden zegt daarbij letterlijk: “C’est curieux, mais  j’ai l’impression que je ne portais pas de combinaison tout à l’heure” . Ook de priester wisselt in het omgaan van een hoek plots van kleren. Zonder aanleiding draagt hij twee seconden een normaal kostuum. Een shot later, bezien van op de rug, heeft hij weer zijn priestergewaad aan. En nog een andere scène zet zonder aanleiding vier willekeurige personages op een bankje, elk shot in wisselende constellatie, soms gespiegeld, soms met onderling geruilde kleding.
Een breuk tussen beeld en klank wordt in beperkte mate bewerkstelligd door de acteurs niet zelf te laten praten; de dialogen zijn achteraf ingesproken door anderen. Verder is het prevelen van de priester in het begin vervangen door het klagende geluid van een zaag. Verder zien we enkele technische procedés zoals een beeld dat versneld, negatief, ondersteboven of verticaal wordt weergeven.
Mariën wekt ook de indruk van een mise en abyme, door een enkele keer publiek te tonen dat praat over de film. Op het einde zien we dan ook letterlijk de zaallichten terug aan gaan en het personage van de priester in gewone kleren de zaal verlaten. Eenmaal op straat ziet hij een beeld uit de film, namelijk een jongen die tegen de achtergrond van een Tigra-affiche L’imitation du Jésus-Christ is aan het lezen. Hij slaat het boekje uit diens handen waarna de film gedaan is.

## Ontstaan
De film wordt zonder veel middelen met een 16mm-camera gedraaid in vijf weekends en vervolgens op acht maanden ingeblikt. Er werken uitsluitend onervaren en onbezoldigde acteurs aan mee, zoals bijvoorbeeld de hoofdrolspeler Tom Gutt. Die maakt zijn debuut in de film, maar zal later nog een belangrijke rol spelen in het Belgisch surrealisme. Daarnaast zijn er de gebruikelijke vrienden die Mariën ondersteunen. Paul Bourgoignie, Gilbert Senecaut, Jane Graverol en Léo Dohmen nemen verschillende taken op zich en André Souris verzorgt de muziek. Mariën werkt met andere woorden niet zoals gebruikelijk met filmtechnici, noch deelt hij zijn medewerkers op vakgroepen.

## Ontvangst
De film gaat in première op 15 maart 1960 in het Paleis voor Schone Kunsten. De kritiek is over het algemeen vernietigend. Door het DOCIP, het katholieke orgaan voor filmcensuur wordt de film in de ban gedaan als heiligschennend en obsceen. Het Belang van Limburg noemt de film een “product, dat waarschijnlijk door loslopende gekken werd gerealiseerd”. Twee dagen na de première wordt een klacht ingediend bij de procureur des konings van Brussel. De procureur ziet de film diezelfde avond nog in het Maison Belgo-polonaise geprogrammeerd door de Luikse Club de l’écran maar zei een prima avond te hebben gehad.
De voorstelling te Antwerpen daarentegen, gepland op 15 mei in cinema Ambassade, verloopt niet van een leien dakje. Omdat De Gazet van Antwerpen haar campagne tegen de film voortzet, en onder druk van de procureur, weigert de directeur zijn zaal ter beschikking te stellen. De vertoning kan op het laatste moment toch nog worden getoond in een nabijgelegen dancing.
De film wordt het jaar daarop, in februari 1961, nog eens vertoond in het Musée de l’Homme en brengt iets teweeg bij de aanwezige eigenaren van zalen voor kunst- en experimentele film. Niet veel later echter verbiedt het Ministère de l’Information de exploitatie van de film in Frankrijk. Dat verbod kan worden omzeild voor een vernissage van een schilderijententoonstelling van Jacques Lacomblez, Jacques Zimmerman en Marie Carlier. In november datzelfde jaar werd de film opnieuw vertoond, samen met de eveneens verboden film Viridiana van Buñuel.